# Adangbe (Sprache)
Adangbe (auch: Adangme, Dangbe, Adantonwi, Agotime und Adan) ist eine westafrikanische Sprache. 
Sie hat ihren Schwerpunkt im Südosten von Ghana zwischen der Stadt Ho und der Grenze zu Togo, insbesondere um die Städte Kpoeta und Afegame. Zudem wird Adangbe in angrenzenden Teilen Togos gesprochen.
Die Sprache weist Ähnlichkeiten zu Igo auf. Mit einer Sprecherzahl von insgesamt ca. 2000 ist Adangbe eine eher unbedeutende lokale Sprache. Die Zahl der Sprecher nimmt kontinuierlich ab.  